# Gripsholm
Gripsholm es una película de drama histórico y romance suiza de 2000 dirigida por Xavier Koller basada en la novela Schloss Gripsholm de Kurt Tucholsky y la reflexión sobre la parte final de su vida real.
De las propias palabras de Xavier, "El tema de la historia es en parte la historia autobiográfica del agresivo editor Kurt (Tucholsky), quien en el año 1932 viaja a Suecia junto con su novia Lydia, a quien llama "Princesa". La cantante de variedades Billie y el piloto aéreo Karlchen siguen más tarde para unirse a la pareja. Ahora comienza una vida sensual y juegos de amor en el último verano antes de que los nacionalsocialistas tomen el poder en Alemania. Kurt ama a sus amigos que lo han abandonado, así como a su novia que lo ama pero sin embargo regresa a casa. Uno trata de olvidar los problemas y espera, frente a la catástrofe amenazante, conservar cierta inocencia.”
Fue la presentación de Suiza a la 73.ª edición de los Premios Óscar en la categoría Mejor Película en Lengua Extranjera, pero no fue nominada.

## Reparto
- Ulrich Noethen como Kurt
- Heike Makatsch como Prinzessin
- Jasmin Tabatabai como Billie
- Rudolf Wessely como Editor de periódico
- Marcus Thomas como Karlchen